# Echinus melo
Echinus melo Lamarck, 1816, conosciuto con il nome di riccio melone, è una specie di riccio di mare appartenente alla famiglia Echinidae.

## Descrizione
Questa specie cresce fino a 17 cm di diametro. Ha una forma solitamente sferica, e il suo colore è prevalentemente rosato o giallastro. Gli aculei principali sono pochi, verdastri e con la punta pallida. La seconda serie di aculei è formata da spine più scure, corte e fitte.

## Distribuzione e habitat
È diffuso nel Mar Mediterraneo e nell'oceano Atlantico dell'est; è stato localizzato inoltre dalle Azzorre, nel Golfo di Biscaglia e più raramente in Irlanda e Cornovaglia.

## Biologia

### Alimentazione
Ha una dieta prevalentemente erbivora, composta soprattutto da alghe, ma a volte si nutre anche di piccoli invertebrati acquatici.

### Riproduzione

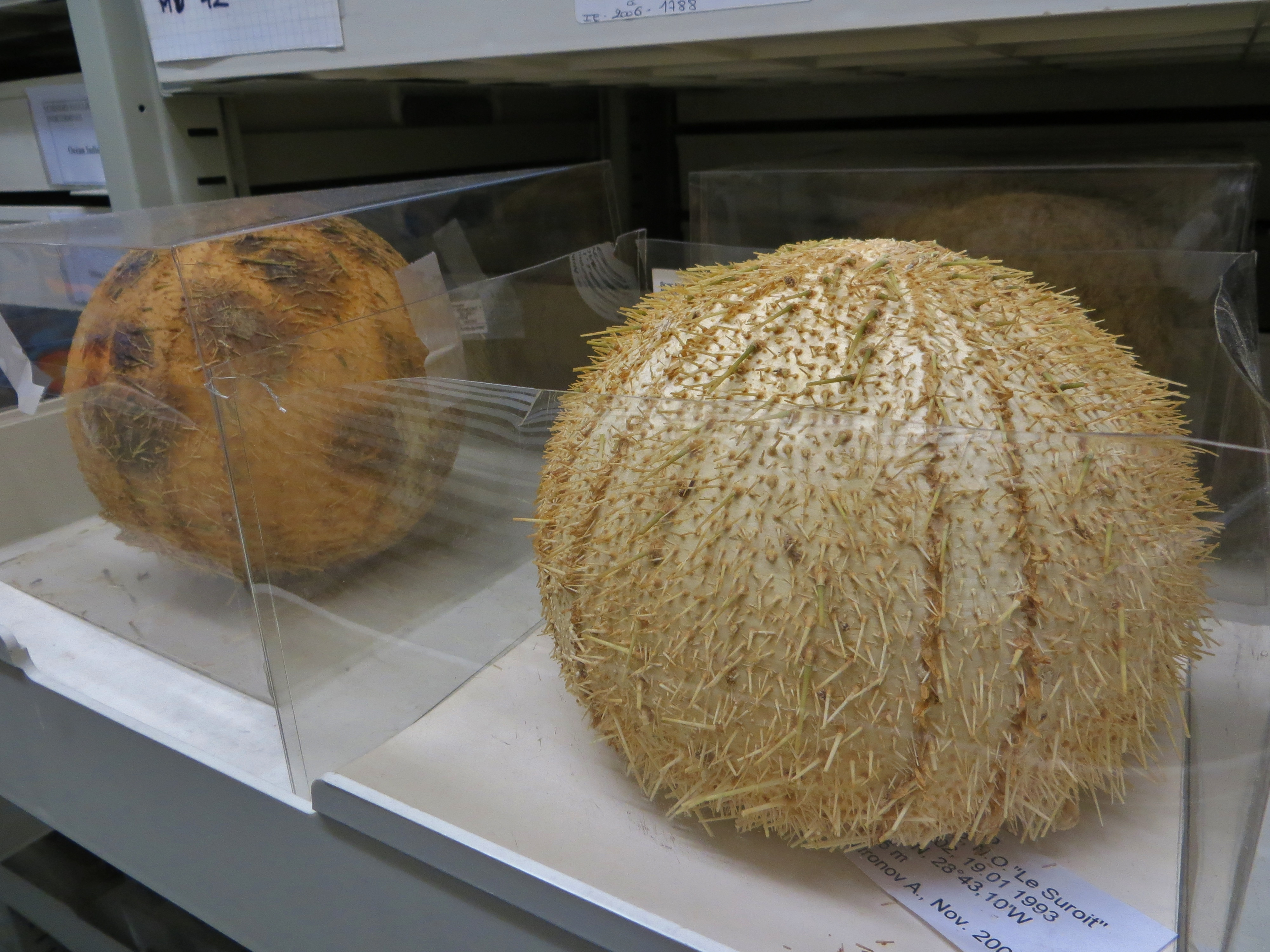
Esemplari al Museo Nazionale di storia Naturale di Parigi: la somiglianza con un melone è visibile.

Si riproduce tra marzo e aprile.